# Roger Guillemin
Roger Guillemin (Digione, 11 gennaio 1924 – San Diego, 21 febbraio 2024) è stato un medico e neurologo francese naturalizzato statunitense.

## Biografia
Vinse il premio Nobel per la medicina nel 1977, insieme a Andrew Viktor Schally, per le scoperte sulla produzione degli ormoni proteici dell'encefalo. Sequenziò per la prima volta la somatostatina (scoperta nel 1968 da Krulich et al) nel 1973. Nel 1977 il premio Nobel fu assegnato anche a Rosalyn Yalow per il dosaggio radioimmunologico degli ormoni proteici.